# Morten Thrane Brünnich

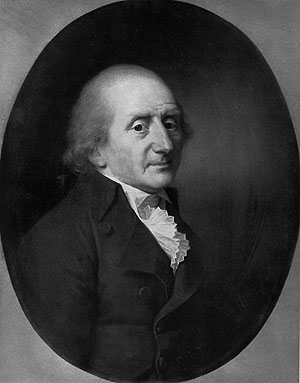
Morten Thrane Brünnich

Morten Thrane Brünnich (Kopenhagen, 30 september 1737 - 19 september 1827) was een zoöloog en mineraloog uit Denemarken.
Brünnich was de zoon van een portretschilder. Hij studeerde oriëntaalse talen en theologie, maar koos uiteindelijk voor natuurlijke historie. Hij contribueerde zijn observaties over insecten in Erik Pontoppidans Danske Atlas (1763-81). Na zijn aanstelling als conservator voor de natuurhistorische collectie van Christian Fleischer groeide zijn interesse voor ornithologie, en in 1764 publiceerde hij Ornithologia Borealis, met daarin opgenomen vele details van Scandinavische vogels, sommigen voor het eerst beschreven.
Brünnich correspondeerde met vele buitenlandse natuuronderzoekers waaronder Linnaeus, Pallas and Pennant. Hij publiceerde zijn Entomologia in 1764, waarna hij een lange tocht door Europa ondernam, waarbij hij veel tijd spendeerde aan de studie van de vissen in het Middellandse Zeegebied, waarna hij zijn Ichthyologia Massiliensis in 1768 publiceerde.
Na zijn terugkomst nam Brünnich de post van hoogleraar in Natuurlijke historie en Economie aan de Universiteit van Kopenhagen, alwaar hij een museum voor natuurlijke historie vestigde en een studieboek Zoologiae fundamenta schreef.
- Bibsys: 90269749
- Bibliothèque nationale de France: cb105829657 (data)
- Catàleg d'autoritats de noms i títols de Catalunya: 981058522989106706
- Gemeinsame Normdatei: 11775210X
- International Standard Name Identifier: 0000 0000 6675 7285
- Library of Congress Control Number: n88100911
- Nationale Bibliotheek van Tsjechië: mzk2009510500
- Nationale Bibliotheek van Israël: 987007259000105171
- Nederlandse Thesaurus van Auteursnamen: 336593090
- LIBRIS: 179471
- Système universitaire de documentation: 229008054
- Virtual International Authority File: 22927059
- WorldCat: E39PBJyRvqPPBCxQQkYrpRfjG3